# Virgo (rapper)
Virgo (reso graficamente V:rgo; in bulgaro Вирго?), pseudonimo di Viktor Jordanov (in bulgaro Виктор Йорданов?; Burgas, 8 settembre 1998), è un rapper bulgaro.

## Biografia
Virgo, originario di Burgas, si è fatto conoscere dopo una serie di album in studio e mixtape, tra cui Sauce Kid 3 (2020). Nel maggio 2020 è stato presentato l'EP di debutto Energy, a cui ha fatto seguito il quarto album Deva nel marzo 2021.
Nel giugno 2022 è avvenuta la pubblicazione del quinto disco di inediti, intitolato Lotus; si tratta dell'LP che lo ha consacrato commercialmente e lo stesso include la traccia Paralija, una collaborazione con Emil TRF, Fyre e i 2Bona. Quest'ultima è stata eletta la canzone dell'anno dall'emittente radiofonica The Voice ed è divenuta una delle più trasmesse di sempre in Bulgaria su Spotify. Sono poi uscite le hit digitali Az i ti (con i Molec) e Sălzi (con Fyre), quest'ultima una traccia tratta dall'EP collaborativo 3/3 Vol. 1.
Nel maggio 2024 ha fatto ritorno sulle scene musicali con l'EP 3/3 Vol. 3, lavoro congiunto con Mishell. È stato in seguito diffuso il tormentone estivo Otkačalki, anch'esso diventato uno dei brani bulgari più riprodotti di tutti i tempi a livello nazionale sul servizio musicale svedese.

## Discografia

### Album in studio
- 2017 – #QD
- 2018 – Razdaj
- 2019 – Enso
- 2021 – Deva
- 2022 – Lotus

### EP
- 2020 – Energy
- 2021 – Fakt. Zaslužavam. Scenata.
- 2023 – 3/3 Vol. 1 (con Fyre)
- 2023 – 3/3 Vol. 2 (con Emil TRF)
- 2024 – 3/3 Vol. 3 (con Mishell)

### Mixtape
- 2017 – Sauce Kid
- 2018 – Sauce Kid 2
- 2020 – Sauce Kid 3

### Singoli
- 2017 – Way Up
- 2017 – Lud li si
- 2018 – Šušana (con Liceto)
- 2018 – Veče
- 2018 – Hahaha (feat. Emil TRF)
- 2018 – Anaconda (feat. Emil TRF)
- 2018 – Ej tuka ej tăi (con Dim4ou)
- 2018 – Tusirol
- 2018 – Trap Card
- 2019 – Leša
- 2019 – Wow
- 2019 – Sosa maže (con Dara)
- 2019 – Sex (feat. Emil TRF)
- 2019 – Instaqueen Freestyle (feat. Emil TRF)
- 2020 – Roll Roll
- 2020 – WTF/OMG
- 2020 – Nerealno (con Emil TRF)
- 2020 – ASMR (con Secta)
- 2020 – Ilegal remix (con Momo)
- 2020 – Ela s men
- 2020 – Da si znaqt/Nz chestno
- 2020 – Ulično momče (con Mishell)
- 2021 – Tegav
- 2021 – Pačka
- 2021 – Away
- 2021 – Bonnie & Clyde
- 2022 – Koj ta izlăga? (feat. Momo Records, Boro Purvi, Fyre, Dim4ou, Emil TRF & Tr1ckmusic)
- 2022 – Iskam pak (con Emil TRF)
- 2022 – Diamantena sălza
- 2023 – Az i ti (con i Molec)
- 2023 – Mashallah (feat. Nicka)
- 2023 – Butam (con Fyre)
- 2023 – Žestove (con Mishell)
- 2023 – Kolko păti (con Emil TRF)
- 2024 – Točna doza (con Mishell)
- 2024 – Otkačalki (con Boro Purvi e Krisko e/o Ilian Boyd, Dim4ou e Atanas Kolev)
- 2025 – Gena ni (con Xxior)
- 2025 – Da sa znaj (con Galin ed Emil TRF)
- 2025 – Raz dva tri (con Atanas Kolev)
- 2025 – Jackpot (con Dimoff)
- 2025 – Him
- 2025 – Barbie & Ken (con Dara)
- 2025 – Amnesia (con Galena)

### Collaborazioni
- 2021 – Ko mi napraj (Ndoe feat. Virgo)